# Како су се волели Ромео и Јулија?
„Како су се волели Ромео и Јулија?“ је југословенски филм из 1966. године. Режирао га је Јован Живановић, а сценарио је писао Живорад Лазић.

## Улоге
| Глумац             | Улога             |
| ------------------ | ----------------- |
| Шпела Розин        | Јасна Станојловић |
| Михаило Јанкетић   | Зоран Костић      |
| Александар Гаврић  | Столе Станојловић |
| Раде Марковић      | Реља Димитријевић |
| Здравка Крстуловић | Дени Рушић        |
| Лидија Пилипенко   | Ксенија Ивер      |
| Северин Бијелић    | Радош Миловановић |

## Културно добро
Југословенска кинотека је, у складу са својим овлашћењима на основу Закона о културним добрима, 28. децембра 2016. године прогласила сто српских играних филмова (1911-1999) за културно добро од великог значаја. На тој листи се налази и филм "Како су се волели Ромео и Јулија?".